# Delassor chilensis
Delassor chilensis är en insektsart som först beskrevs av William Lucas Distant 1909.  Delassor chilensis ingår i släktet Delassor och familjen spottstritar. Inga underarter finns listade i Catalogue of Life.